# Syriana
Syriana è un film del 2005 scritto e diretto da Stephen Gaghan, che nello stesso anno vinse un Oscar con George Clooney (che fu anche uno dei produttori della pellicola), e che tratta argomenti di geopolitica inserendoli nella trama di un film di azione.
Il soggetto di Gaghan è un adattamento che si basa molto elasticamente sul libro memoriale di Robert Baer, See No Evil. Come il soggetto di Gaghan per il film Traffic, Syriana impiega molteplici storie parallele per trattare temi globali. Syriana mette a fuoco l'influenza dell'industria petrolifera, mostrando come i suoi effetti politici, economici, legali e sociali vadano a incidere sulla vita di un agente della CIA (George Clooney), di un economista analista dell'energia (Matt Damon), di un avvocato (Jeffrey Wright), e di un giovane pakistano disoccupato, che emigra per lavorare in un ricco paese arabo del Golfo Persico (Mazhar Munir).

## Trama
Il film viene raccontato tramite le storie parallele di vari personaggi e salta tra varie località, che vanno dal Texas, a Washington, alla Svizzera, alla Spagna, passando per tutto il Medio Oriente, Beirut, Teheran fino a risolversi in un imprecisato paese del Golfo Persico.

### La Connex
Un gigante statunitense dell'energia, noto nella fiction col nome Connex, una volta deteneva il controllo di alcuni importanti pozzi petroliferi del Medio Oriente (in un imprecisato emirato, governato dalla fittizia famiglia al-Subaai). Nonostante i forti legami economici con l'impresa, il ministro degli esteri del paese, il principe Nasir (Alexander Siddig), concede i diritti di perforazione dei pozzi di gas naturale a una compagnia cinese. La mossa di Nasir crea grande sconcerto nell'industria petrolifera e nel governo statunitense.
Nel frattempo la Killen, una compagnia petrolifera minore, ha vinto i diritti di trivellazione in alcuni campi chiave nel Kazakistan. La Connex ha perso buona parte della sua capacità produttiva e necessita del petrolio kazako per riuscire a sopravvivere; per raggiungere lo scopo, viene decisa la fusione con la Killen. In seguito a questa fusione storica, ma con molti lati oscuri, la Connex-Killen diventa la quinta maggiore compagnia petrolifera del mondo, valutata anche come la ventitreesima maggiore potenza economica nel mondo.
I controllori statunitensi dell'antitrust nel Dipartimento di Giustizia statunitense nutrono alcune perplessità e molte domande sulla fusione delle due compagnie, il che li porta ad aprire indagini sull'accordo.

### Bennett Holiday
Uno studio legale con sede a Washington, capeggiato da Dean Whiting (Christopher Plummer), viene ingaggiato per spianare la via alla fusione, e il taciturno Bennett Holiday (Jeffrey Wright) diventa una delle persone chiave dell'affare. Lo scopo dell'azione legale è affrontare ogni sospetto di corruzione di funzionari stranieri, in modo da mostrare al Dipartimento di Giustizia che le parti coinvolte nella fusione hanno svolto con accurata diligenza le indagini su qualsiasi scorrettezza o delitto commesso in passato. È chiaro, comunque, che Whiting si aspetta soltanto che il suo dipendente Holiday arrivi alla conclusione che non è stata trovata alcuna ragione per bloccare la fusione.
Bennett Holiday si incontra con il procuratore Donald Farish III, convinto che Killen abbia ripagato qualcuno per ottenere i diritti di estrazione in Kazakistan. Mentre analizza i documenti della Connex-Killen, Holiday scopre un bonifico che riguarda una transazione tra Danny Dalton (Tim Blake Nelson) e ufficiali kazaki. Holiday parla alla direzione della Connex-Killen della sua scoperta ed essi fingono di non conoscere la cosa. Holiday avvisa Dalton che probabilmente sarà accusato di corruzione; Dalton servirà successivamente da capro espiatorio per accontentare il Dipartimento di Giustizia e far sì che non continui ad indagare sull'azienda. Farish ha un improvviso incontro con Holiday, gli ricorda i limiti del segreto professionale, e gli chiede di dare informazioni al Dipartimento di Giustizia sulle attività illegali che ha scoperto. Holiday scarica Dalton, ma Farish dice ad Holiday che Dalton non è abbastanza.
Più tardi, Holiday si incontra con un ex-capo della Killen, Jimmy Pope (Chris Cooper), e lo informa che il Dipartimento di Giustizia ha bisogno di un altro capro espiatorio per lasciar cadere l'indagine. Pope chiede se una persona dello studio di Holiday, più in alto di lui, basterebbe. Holiday riconosce che se il nome è abbastanza grosso, il Dipartimento chiuderebbe l'indagine, e la fusione andrebbe a buon fine.

### Bryan Woodman ed il principe Nasir
Bryan Woodman (Matt Damon) è un analista nel settore dell'energia per una società finanziaria con sede a Ginevra in Svizzera. Il supervisore di Woodman lo invia ad un party privato offerto dall'emiro nella sua residenza a Marbella, in Spagna, per offrire i servizi di consulenza della sua compagnia. Woodman è poco disponibile, dal momento che è il compleanno di suo figlio, allora gli viene proposto di portare l'intera famigliola per partecipare alla festa. Durante la festa, Woodman non riesce a parlare direttamente con l'emiro, che è occupato a mostrare ad un cinese, trader del petrolio, il sistema di televisione a circuito chiuso ed il sistema elettronico telecomandato che permette di azionare tutte le apparecchiature elettriche della residenza. Cercano di controllare il sistema di illuminazione della piscina, ma non funziona adeguatamente.
Mentre Woodman è nella hall, in presenza di altri ospiti, due uomini dell'emiro gli chiedono di spiegare la sua proposta. Mentre l'analista è occupato, il figlio maggiore di Woodman, che sembra un po' a disagio con gli altri bambini, viene incoraggiato a tuffarsi in piscina per fare un gioco. Il bambino si tuffa, ignaro che sotto la superficie ci siano dei fili elettrici scoperti, e resta fulminato. Viene tolta la corrente e Woodman salta in acqua a recuperare il corpo del figlio, ormai esanime.
Come riparazione e per compassione, il principe Nasir concede alla compagnia di Woodman un importante ruolo nell'ambito degli affari petroliferi, per un valore di 75 milioni di dollari, e invita Woodman a diventare il suo consigliere economico. Woodman scopre così che il principe è consapevole del fatto che la dipendenza dal petrolio non sia sostenibile nel lungo termine, e ambisce a liberarsi dalla dipendenza economica statunitense, utilizzando i profitti petroliferi del suo paese per diversificarne l'economia e introdurvi riforme democratiche.
In netta opposizione rispetto allo status quo reazionario e fondamentalista del padre (appoggiato da interessi statunitensi), il Principe Nasir intende dedicarsi a riforme progressiste. Viene paragonato a leader famosi, come Mossadeq, Kemal Atatürk e Re Faisal. Il principe informa Woodman che è sua intenzione migliorare il tenore di vita del suo popolo, elevare la condizione femminile, creare un sistema parlamentare fondato su principî liberali e (come si evidenzia dall'affare con i cinesi) concedere i diritti di estrazione al maggior offerente, ma gli Stati Uniti sono contrari a questa spinta verso la democrazia, che minerebbe i propri interessi nella regione.
Nasir è convinto di succedere al padre come emiro, ma gli viene preferito suo fratello minore, contento della sua vita da playboy e felice di mantenere lo status quo (tra cui la presenza militare statunitense). Nasir organizza quindi un colpo di Stato militare, ma al momento dell'esecuzione, funzionari statunitensi organizzano un attacco al suo veicolo con un aereo senza pilota Predator.

### Robert Barnes
Robert Barnes (George Clooney) è un agente veterano della CIA, che viene utilizzato per fermare il traffico illegale di armi in Medio Oriente. Durante una missione a Teheran, che ha il fine di assassinare due trafficanti di armi, Barnes si accorge che uno dei due missili Stinger, che si riteneva andato distrutto nell'esplosione in cui erano morti i due trafficanti iraniani, era, invece, stato consegnato a un arabo dagli occhi azzurri che non parla Farsi. Dopo aver reso nervosi i suoi superiori scrivendo un promemoria che richiama l'attenzione sul furto del secondo missile, a Barnes viene proposto un lavoro d'ufficio, ma, come agente operativo, non è abituato alla discrezione politica necessaria. In poco tempo, mette così in imbarazzo la persona sbagliata esprimendo le sue opinioni, e viene rimandato all'attività sul campo; nello specifico, gli viene dato il compito di organizzare l'uccisione del principe Nasir.
Barnes si reca in Libano e cerca di ottenere un passaggio sicuro da parte di un leader di Hezbollah, che, apparentemente, non è a conoscenza della sua appartenenza alla CIA. Barnes successivamente contatta un mercenario con cui ha già lavorato in precedenza, di nome Mussawi, che Barnes chiama Jimmy, nonostante ciò lo innervosisca. Barnes assolda Mussawi per uccidere Nasir. Ma Mussawi si rivela essere un agente iraniano, che rapisce Barnes e lo tortura, chiedendogli informazioni riguardo l'assassinio di Nasir. Quando l'uccisione di Barnes sembra ormai certa, viene salvato dal leader Hezbollah, che ferma Mussawi, liberando Barnes.
Allorché la CIA apprende che Mussawi ha intenzione di passare i dettagli sull'omicidio di Nasir, cerca di prendere le distanza da Barnes, usandolo come capro espiatorio e dipingendolo come un agente deviato. A questo punto, Barnes contatta il capo dello studio legale, Whiting, che è preoccupato dal fatto che Bob parli dell'assassinio di Nasir. Infatti se si scoprisse che è un'operazione della CIA, si avrebbe una perdita di credibilità dell'America, e al contempo aumenterebbero le possibilità di riuscita del colpo di Stato di Nasir. Sotto minaccia, Whiting usa le sue potenti amicizie politiche per riabilitare Barnes e fargli rilasciare il passaporto. Barnes apprende le reali motivazioni dietro quanto è accaduto e, tornato in Medio Oriente, cerca di avvisare il principe prima che venga assassinato, ma arriva troppo tardi e Nasir e Barnes muoiono nell'esplosione.

### Saleem Ahmed Khan
Saleem Ahmed Khan (Shahid Ahmed), immigrato pakistano che lavora per la Connex, e suo figlio Wasim (Mazhar Munir) salgono su un autobus diretti alla raffineria presso cui lavorano. All'arrivo, scoprono di essere stati licenziati a causa del cambio di proprietà dello stabilimento, precedentemente appartenuto alla Connex ed ora ceduto ad una compagnia cinese. Poiché la compagnia forniva loro vitto e alloggio, i lavoratori si trovano di fronte al rischio di rimanere in povertà ed essere espulsi dal paese in quanto disoccupati.
Wasim cerca disperatamente un lavoro. Agli immigrati viene ordinato di recarsi presso l'ufficio immigrazione, pena l'espulsione. Durante una partita di calcio, Wasim incontra un predicatore musulmano fondamentalista dagli occhi azzurri (lo stesso che aveva preso il lanciamissili di Barnes in Iran) ed inizia un percorso che lo porterà successivamente a tentare un attacco suicida contro una nave della Connex-Killen che trasporta GNL (simile all'attacco contro la petroliera Limburg, avvenuto il 6 ottobre 2002). L'esplosivo usato è la carica esplosiva proveniente dal missile perso da Barnes in Iran. L'individuo o l'organizzazione responsabile dell'attacco non vengono rivelati.

### Epilogo
Il martirio di Wasim durante l'attacco viene collegato all'espulsione di Barnes dalla CIA grazie a un parallelismo con le scene in cui viene ripulito il suo ufficio.
Woodman litiga con la moglie, che lascia la Svizzera, mentre lui si concentra sul lavoro. Sopravvissuto all'attacco del Predator, si unisce di nuovo alla moglie e al figlio negli Stati Uniti.
Holiday e Sydney Hewitt, un avvocato esperto e consigliere di Holiday presso lo studio Whiting, si incontrano con Lee Janus, capo della Connex-Killen, poco prima che gli venga conferito il premio come Uomo dell'anno dell'Industria Petrolifera. A sorpresa, Holiday rivela, di fronte al capo della Connex-Killen, un altro affare sottobanco che Hewitt aveva fatto mentre era sotto esame la fusione Connex-Killen. Holiday consegna così Hewitt al Dipartimento di Giustizia come ulteriore capro espiatorio. Alla cerimonia di premiazione, Janus porge i suoi ringraziamenti allo staff della Connex-Killen, e in special modo al nuovo emiro, poco dopo l'assassinio del fratello, il riformista liberale.

## Temi affrontati

### Dipendenza dal petrolio
Il tema centrale è la sproporzionata ed irrazionale dipendenza degli USA dal petrolio estero. Molti personaggi del film accennano oppure sembrano condividere la teoria di Marion King Hubbert riguardo al picco di produzione del petrolio, che porta alla sua scarsità, e dunque alla speculazione sul prezzo, poiché senza l'impiego di fonti alternative di energia la domanda mondiale di petrolio seguirà una linea ascendente.

### Rapporto padre-figlio
Syriana ruota intorno ad un sottotesto che riguarda i rapporti padre-figlio: Bryan Woodman e i suoi due figli, il maggiore dei quali rimane ucciso nella piscina dell'emiro; l'emiro e i suoi due figli che competono per la successione; Saleem Ahmed Khan e suo figlio Wasim, che giunge ad abbracciare il fondamentalismo islamico; l'avvocato Bennet Holiday e il padre alcolizzato; infine, Robert Barnes e il figlio liceale, che desidera una vita "normale".

### Famiglia contro politica
In apparenza, nel film ci sono svariati conflitti tra la vita familiare e le necessità politica, in particolare dal punto di vista morale.

### Petrolio e sangue
Il film suggerisce che sia interesse degli Stati Uniti eliminare i riformisti per assicurarsi di mantenere una relazione di quasi protettorato nei confronti del Medio Oriente, allo scopo di accrescere e rinforzare il proprio controllo sul petrolio.

### Spiegazione del titolo
Il titolo del film è piuttosto ambiguo. Alcuni hanno suggerito che provenga dal termine Pax Syriana, come allusione alla pace esistente tra Siria e USA, pace mantenuta grazie agli interessi petroliferi. In un'intervista del dicembre 2005, Baer ha spiegato alla NPR che il titolo è una metafora che allude agli interventi stranieri nel Medio Oriente, in riferimento agli studi strategici del secondo dopoguerra, realizzati dai think tank statunitensi, in cui si parlava della creazione di uno Stato artificiale (come l'Iraq formato da territori dell'ex Impero ottomano) per garantire all'Occidente un continuo accesso al greggio.
Dal sito del film: "Syriana è un termine usato nei think tank di Washington per descrivere un ipotetico rimodellamento del Medio Oriente...". Syriana, in vari dialetti arabi, indica una persona "sporca" o "turpe", probabilmente in riferimento alla corruzione dei funzionari del Medio Oriente e agli Stati Uniti.

In una discussione online con il Washington Post, nel novembre 2005, Gaghan ha detto che vedeva Syriana come "una grande parola che indica la perpetua speranza dell'uomo di ridisegnare qualsiasi area geografica perché risponda meglio alle sue necessità".

## Ambientazione
Il 26 dicembre del 1991 l'Unione Sovietica crollò, e la guerra fredda ebbe una brusca fine. Dallo sfacelo emersero quindici nuove nazioni, e tra di esse un gruppo di Stati nella regione del Caspio. Sebbene questi Stati fossero dei fallimenti economici, si poteva dire che insieme possedessero la riserva più grande del mondo di petrolio e di gas naturale, dietro solamente al Golfo Persico e alla Siberia. Iniziò allora un nuovo boom del petrolio, un boom che avrebbe eclissato il precedente del diciannovesimo secolo. Petrolieri dall'America, dall'Inghilterra, dall'Italia, dalla Francia, dal Giappone, dalla Cina, e altrove, si affrettarono a fare affari di miliardi di dollari con gli uomini forti emergenti della regione. Per un periodo, la regione del Caspio fu al centro della “più grande vendita nella storia del mondo”, come descrissero quella fase gli scrittori Daniel Yergin e Joseph Stanislaw.
La regione del Caspio echeggiò l'era immediatamente precedente la prima guerra mondiale, quando i titani industriali americani ed europei lottarono per il potere e per il puro dominio economico. L'entusiasmo che la regione del Caspio innescò nei palazzi globali del commercio richiamava alla mente l'apertura dei canali di Suez e Panama. I Paesi occidentali assaporavano la prospettiva di divenire meno dipendenti dai fornitori di energia del Golfo Persico, di cui Washington e Londra sempre più diffidavano. La Central Intelligence Agency mise in campo agenti nella regione del Caspio, e l'esercito statunitense addestrò soldati locali per tenere gli oleodotti al sicuro da attacchi. La CIA, i giacimenti di petrolio del Kazakistan e la corruzione nell'industria petrolifera furono lo spunto per il thriller politico del 2005 Syriana.

## Produzione, distribuzione e incassi
Il film, che denuncia la corruzione provocata da «una società schiava dell'industria del petrolio», non è stata prodotta dalle majors tradizionali dell'industria cinematografica statunitense, ma - come pure Good Night, and Good Luck. - dal presidente di eBay Jeff Skoll, che «decise di lanciarsi nell'industria cinematografica proprio perché riteneva che Hollywood da troppi anni non facesse più film politici, in grado di "cambiare il mondo"». Il film fu comunque distribuito anche dalle majors hollywoodiane, riabilitando anche l'immagine pubblica di George Clooney, per alcuni anni offuscata dai media ed esclusa dal circuito cinematografico in quanto schierata su posizioni pacifiste e dunque, nell'ottica della guerra al terrorismo portata avanti dall'amministrazione Bush, anti-governative.
La pellicola, prodotta da Jennifer Fox, Michael Nozik, Georgia Kacandes, Steven Soderbergh e George Clooney, è costata 50 milioni di dollari.
Il 20 aprile del 2006, il film aveva totalizzato 50,82 milioni di dollari al box office nazionale. Il film è stato pubblicato in DVD nel giugno del 2006, distribuito dalla Warner Bros.

## Critica
Syriana ha ricevuto, in linea di massima, ottime valutazioni. Il critico Roger Ebert lo ha definito il secondo miglior film del 2005, alle spalle di Crash - Contatto fisico, mentre il suo collega Richard Roeper lo ha definito il miglior film dell'anno. Peter Travers di Rolling Stone gli ha dato il voto massimo. Nella sua recensione il critico cinematografico Roger Ebert suggerisce come il film sia un esempio di cinema a hyperlinks «che spettacolarizza gli impicci internazionali della geopolitica».

## Riconoscimenti
- 2006 - Premio Oscar
  - Miglior attore non protagonista a George Clooney
  - Nomination Migliore sceneggiatura originale a Stephen Gaghan
- 2006 - Golden Globe
  - Miglior attore non protagonista a George Clooney
  - Nomination Miglior colonna sonora a Alexandre Desplat
- 2006 - Premio BAFTA
  - Nomination Miglior attore non protagonista a George Clooney

- 2005 - National Board of Review Award
  - Migliore sceneggiatura originale a Stephen Gaghan
  - Migliori dieci film
- 2005 - Boston Society of Film Critics Award
  - Miglior cast
- 2005 - Broadcast Film Critics Association Award
  - Nomination Miglior cast
  - Nomination Miglior attore non protagonista a George Clooney
- 2006 - Screen Actors Guild Award
  - Nomination Miglior attore non protagonista a George Clooney

## Curiosità
- La scena ambientata a Marbella, in Spagna, è stata girata al Royal Mirage Hotel, a Dubai, negli Emirati Arabi Uniti.
- Durante le riprese di Syriana George Clooney si ferì alla schiena in modo così grave da perdere liquido cerebrospinale dal naso. Clooney ha detto di aver tentato in un primo momento di lenire il dolore con l'alcol, bevendo molto ma in modo insufficiente per placare il dolore. A questa fase è seguita un'operazione, che ha diminuito il dolore migliorando la situazione, nonostante il persistere di forti mal di schiena[10].